# Phrygionis dominica
Phrygionis dominica là một loài bướm đêm trong họ Geometridae.